# Eric Boman
Eric Emanuel Boman, född 5 juni 1867 i Falun, död 29 november 1924 i Buenos Aires, var en svensk arkeolog.
Boman var son till bergsingenjören Lars Erik Boman samt bror till glasgravören Axel Enoch Boman och reformpedagogen Ester Boman.  Under ett äventyrligt liv i Argentina förvärvade han en god kännedom om sydamerikanska förhållanden. Han var anställd vid svenska Chaco-Cordiller-expeditionen 1901–02. Han fick dock lämna expeditionen i Tarija efter flera incidenter där han varit berusad och skjutit med revolver. Senare deltog han i den fransk Créqui-Monfortexpeditionen till Anderna, från vilken han utgav det värdefulla arbetet Antiquités de la région andine (2 band, 1908). Boman var senare i argentinsk museitjänst.